# كأس تونس لكرة الماء
كأس تونس لكرة الماء هو أحد أهم منافسات كرة الماء في تونس.

## الفائزين
| - 1956: سان جيرمان سبور - 1957: سان جيرمان سبور - 1958: المستقبل الإسلامي - 1959: الشبيبة الرياضية بحلق الوادي - 1960: المستقبل الإسلامي - 1961: - 1962: المستقبل الإسلامي - 1963: - 1964: - 1965: - 1966: - 1967: - 1968: - 1969: - 1970: | - 1971: - 1972: - 1973: - 1974: - 1975: - 1976: - 1977: - 1978: - 1979: المستقبل الرياضي بالمرسى - 1980: المستقبل الرياضي بالمرسى - 1981: المستقبل الرياضي بالمرسى - 1982: المستقبل الرياضي بالمرسى - 1983: المستقبل الرياضي بالمرسى - 1984: غازيليك الرياضية بتونس - 1985: غازيليك الرياضية بتونس | - 1986: المستقبل الرياضي بالمرسى - 1987: المستقبل الرياضي بالمرسى - 1988: غازيليك الرياضية بتونس - 1989: الترجي الرياضي التونسي - 1990: الترجي الرياضي التونسي - 1991: الترجي الرياضي التونسي - 1992: الترجي الرياضي التونسي - 1993: الترجي الرياضي التونسي - 1994: النادي الإفريقي - 1995: النادي الإفريقي - 1996: النادي الإفريقي - 1997: النادي الإفريقي - 1998: النادي الإفريقي - 1999: النادي الإفريقي - 2000: | - 2001: - 2002: - 2003: - 2004: - 2005: - 2006: - 2007: النادي الإفريقي - 2008: النادي الرياضي البحري البنزرتي - 2009: - 2010: - 2011: نادي السباحة بن عروس - 2012: نادي السباحة بن عروس - 2013: - 2014: - 2015: |